# Exhibition
《Exhibition》은 전람회의 1집 앨범이다. 연세대학교 재학 중 김동률과 서동욱이 함께 만든 2인조 듀엣 그룹 전람회가 1993년 MBC 대학가요제에 참가해 대상과 특별상을 수상한 후 앨범을 발매하였다.

## 개요
대학가요제에서의 수상과 함께 신해철과 김형석이 프로듀싱하여 나온 음반이다. 타이틀곡 〈“기억의 습작”〉, 신해철과 전람회 멤버 간의 농담이 녹음되어 있는 〈“여행”〉, 신해철과 같이 부른 〈“세상의 문 앞에서”〉, 등이 수록되어 있다. 전곡의 작곡은 김동률이 했으며 작사는 김동률과 서동욱이 함께 했다.
타이틀곡 〈“기억의 습작”〉의 경우 발표 이후 여러 대중 매체에서 쓰이고 있다. 2012년 한 온라인 서점에서는 이 곡이 쓰인 영화 《건축학개론》의 상영 후 전람회 1집 판매량이 70배 늘었다. 또한 발표된 지 20년이 지난 2014년에는 드라마 《응답하라 1994》에 이 곡이 삽입된 이후 7월 첫째주 싸이월드 음악 차트 96위에 진입하기도 하였다.

## 수록곡
| #  | 제목                                | 길이 |
| -- | ----------------------------------- | ---- |
| 1. | 기억의 습작                         | 5:09 |
| 2. | 여행                                | 4:19 |
| 3. | 하늘 높이                           | 4:49 |
| 4. | 향수                                | 4:41 |
| 5. | 너에 관한 나의 생각                 | 4:07 |
| 6. | 삶                                  | 4:30 |
| 7. | 소년의 나무                         | 3:16 |
| 8. | 세상의 문 앞에서 (Duet With 신해철) | 4:09 |
| 9. | 그대가 너무 많은...                 | 4:12 |